# Karwieńskie Błoto Drugie
Karwieńskie Błoto Drugie (kaszub. Karwiańsczé Błoto lub też Holãdra, Holãdrë, Karwieńsczé Błoto, niem. Karwenbruch) – wieś w północnej Polsce, położona w województwie pomorskim, w powiecie puckim, w gminie Krokowa, nad Morzem Bałtyckim. 
Karwieńskie Błoto Drugie to nadmorska miejscowość letniskowa. Posiada szeroką plażę o długości ponad 6 km. 
Karwieńskie Błoto Drugie to jedna z ostatnich zachowanych osad typu holenderskiego w Polsce. Założenie ruralistyczne wsi (wraz z sąsiednią miejscowością Karwieńskim Błotem Pierwszym) w układzie rzędówki bagiennej jest prawnie chronione i zostało wpisane do rejestru zabytków 17.06.2005 pod nr A-1060. 

## Położenie
Karwieńskie Błoto Drugie leży na wschodnim krańcu Wybrzeża Słowińskiego, na zachód od Kanału Karwinka. 
Wieś graniczy: od wschodu z Karwią, z południa z miejscowością Karwieńskie Błoto Pierwsze, z zachodniej strony z osadą Dębki i od północy z Bałtykiem. Zabudowa wsi znajduje się w odległości około 1,3 km od morza.
W latach 1975–1998 miejscowość administracyjnie należała do województwa gdańskiego.

## Warunki przyrodnicze
Prawie całą miejscowość obejmuje Nadmorski Park Krajobrazowy, zaś tylko niewielka południowo-zachodnia część wsi leży w jego otulinie. Wody przybrzeżne Bałtyku w Karwieńskich Błotach Drugich w pasie o około 15-kilometrowej szerokości wchodzą w skład obszaru specjalnej ochrony ptaków Natura 2000 o nazwie PLB990002 Przybrzeżne Wody Bałtyku. Zimują tu w znaczącej liczbie nur czarnoszyi i rdzawoszyi. Szczególne znaczenie mają również populacje lodówki, nurnika i uhli. W faunie dominują drobne skorupiaki i rzadko foki szare i obrączkowane i morświny.
W odległości około 0,8 km w kierunku zachodnim od zabudowy miejscowości znajduje się nadmorsko-leśny rezerwat przyrody Widowo.

## Historia
Pierwsza wzmianka dotycząca obszaru wsi Karwieńskie Błoto (obecnie to dwie wsie Karwieńskie Błoto Pierwsze i Karwieńskie Błoto Drugie) pojawia się w 1292 i określa go jako bagna nieprzydatne do osadnictwa. Do końca XVI wieku tereny te stanowiły Równinę Błot Przymorskich i pozostawały niezamieszkałe. 
W 1599, kiedy były własnością królewską, starosta pucki Jan Jakub Wejher sprowadził osadników olęderskich (głównie mennonitów) specjalistów od melioracji w celu ich zagospodarowania. Osadnikom (między innymi: Gert Andes, Peter Dirksen, Thomas Eggets, Jochem Friesen, Clement Krueger) wydzierżawiono na 60 lat obszar około 936 ha i nadano szereg przywilejów, takich jak: prawo do zachowania odrębnego języka, kultury i wyznania, prawo do dziedziczenia, połowu ryb, warzenia piwa, drewno na budulec i opał. W 1601 starosta pucki określa ustrój wsi oparty na związku gminnym, który przetrwał do 1863. Osadnicy zbudowali wieś w układzie rzędówki bagiennej. Na sztucznie usypanych groblach utworzyli dwie równoległe drogi I i II o długościach około 3 km, oddzielonych od siebie pasem łąk o szerokości około 1 km. Po obu stronach dróg na usypanych podwyższeniach, na dębowych palach lokalizowano budynki konstrukcji szkieletowej wypełnionej gliną, łączące części mieszkalną i gospodarczą. Grawitacyjny system melioracyjny składał się z głównego kanału o długości 2,3 km, dwóch rowów ściekowych oraz licznych rowów odwadniających o łącznej długości około 100 km. 
W 1604 wieś postanawia wybudować szkołę. W 1660 kiedy przedłużono dzierżawę część mieszkańców zrezygnowała z gospodarowania ze względu na brak wody i częste powodzie wywoływane sztormami morskimi. Większe powodzie odnotowano w 1660 i 1785. Dlatego z czasem zaczęto zabezpieczać się przed żywiołem morskim obsadzając lasem i umacniając wydmy nadmorskie oraz budując tamy. W 1900 usypano równoległy do brzegu morskiego wał ziemny w odległości 30 m od plaży. Kolejne zabezpieczenia przed powodziami zrealizowano w latach 1922-25. 
Umowy dzierżawne przedłużano w kolejnych latach 1671, 1677, 1698, 1719, 1802. W 1772 na 36 włókach wieś liczy 37 właścicieli, 4 zagrodników i kowala. W 1820 Karwieńskie Błota podlegały Urzędowi Domenalnemu w Pucku, a w 1834 władze Pruskie dzierżawę czasową zastąpiły dokumentem własnościowym (uwłaszczenie). W 1882 Karwieńskie Błota liczyły 542 mieszkańców i miały 78 domów oraz powierzchnię 120 włók. 516 mieszkańców wieś miała w 1910.
W XIX wieku w wyniku germanizacyjnej polityki Prus ludność Karwieńskich Błot uległa znacznemu zniemczeniu. W połowie XIX wieku założono w południowej części wsi cmentarz ewangelicki.
Po drugiej wojnie światowej większość zniemczonych Olędrów przesiedlono do Niemiec.  

## Zabytki
- XVII-wieczny układ ruralistyczny wsi Karwieńskie Błoto Pierwsze i Karwieńskie Błoto Drugie. Miejscowości te wraz z obszarem powiązanych z nimi przestrzennie i krajobrazowo terenami otaczającymi stanowią spójny i jednorodny krajobraz kulturowy o charakterze rolniczym i osadniczym. Utrwalone zostały w nim typowe dla kultury osiedlonych na bagiennym polderze olędrów formy zagospodarowania terenu: grawitacyjny system rowów melioracyjnych, funkcjonalno-własnościowy rozłóg ziemi, zabudowa w układzie rzędówki bagiennej z charakterystyczną architekturą.[8]
- Dom z końca XVIII wieku, ul. Wczasowa 22 - reprezentuje typ budynku wypracowany przez pierwszych osadników i powielany przez następne pokolenia; parterowy, założony na planie mocno wydłużonego prostokąta, z połączonymi częściami; mieszkalną i gospodarczą, konstrukcji szkieletowej z pobiałą, z wysokim dachem[7][8].
- Budynki mieszkalne z początku XX wieku: ul. Wczasowa nr 111, 178 i 206 ujęte w Gminnej Ewidencji Zabytków[9].

## Galeria
Zdjęcia z 2016:

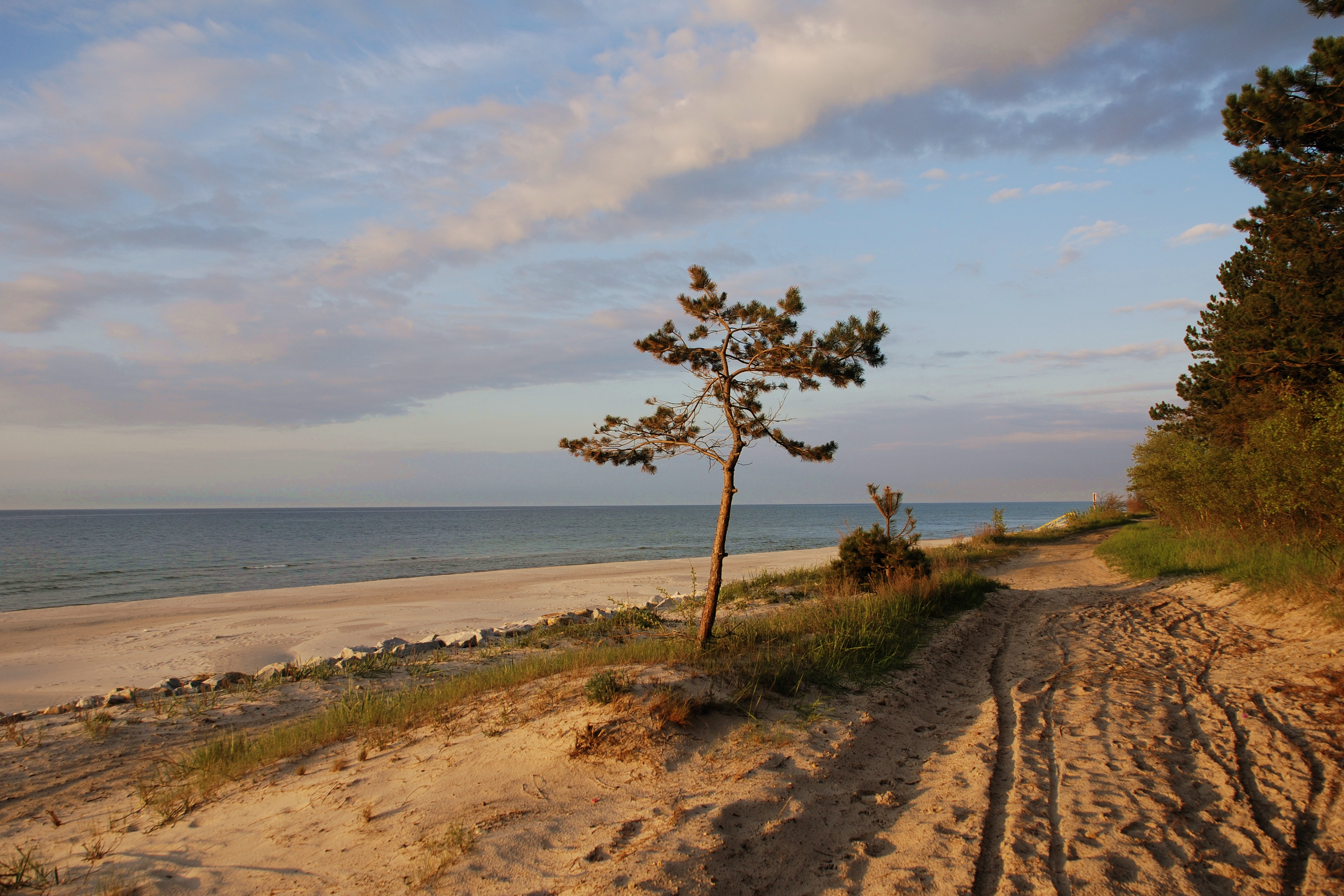
Bałtyk
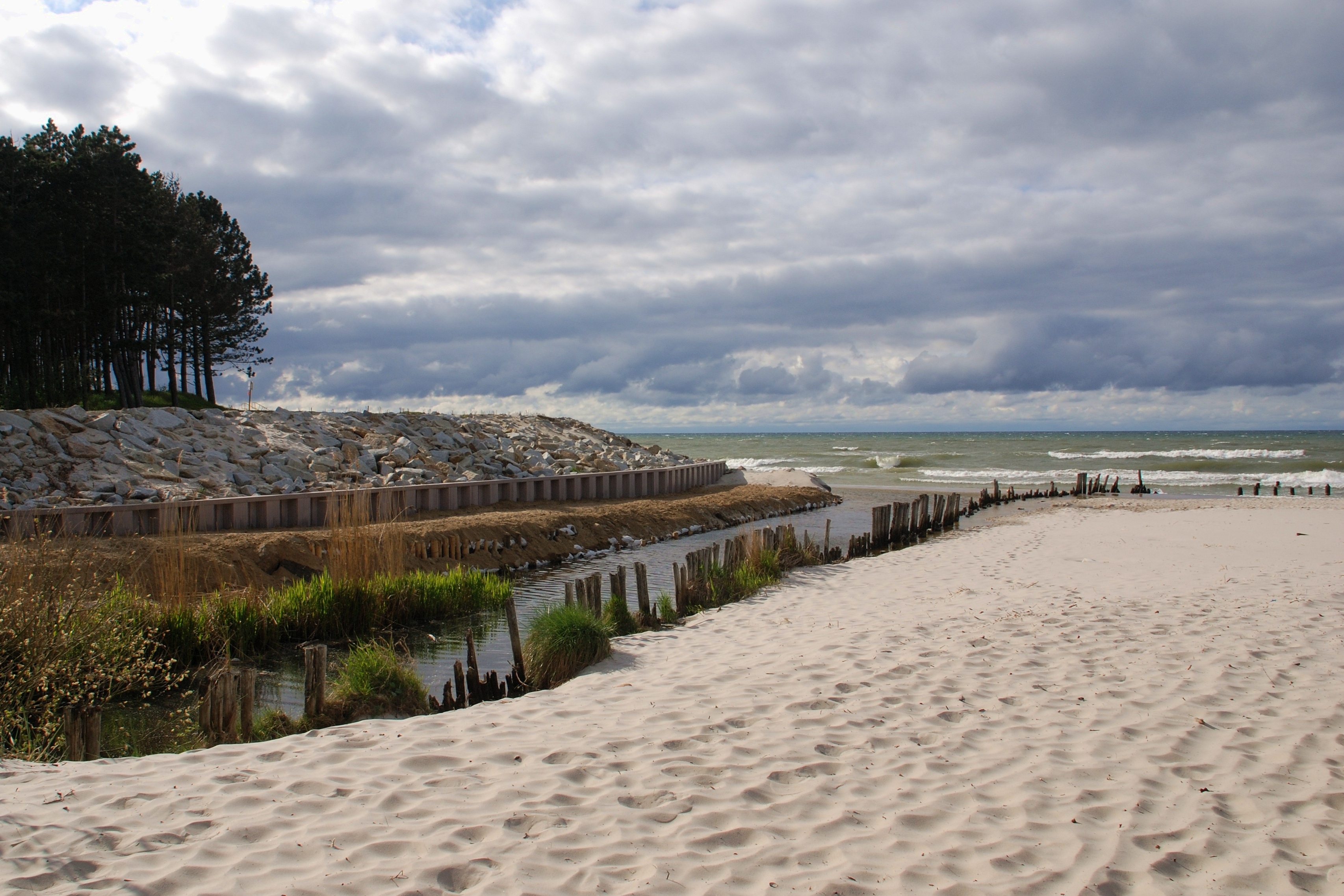
Ujście Kanału Karwinka do morza
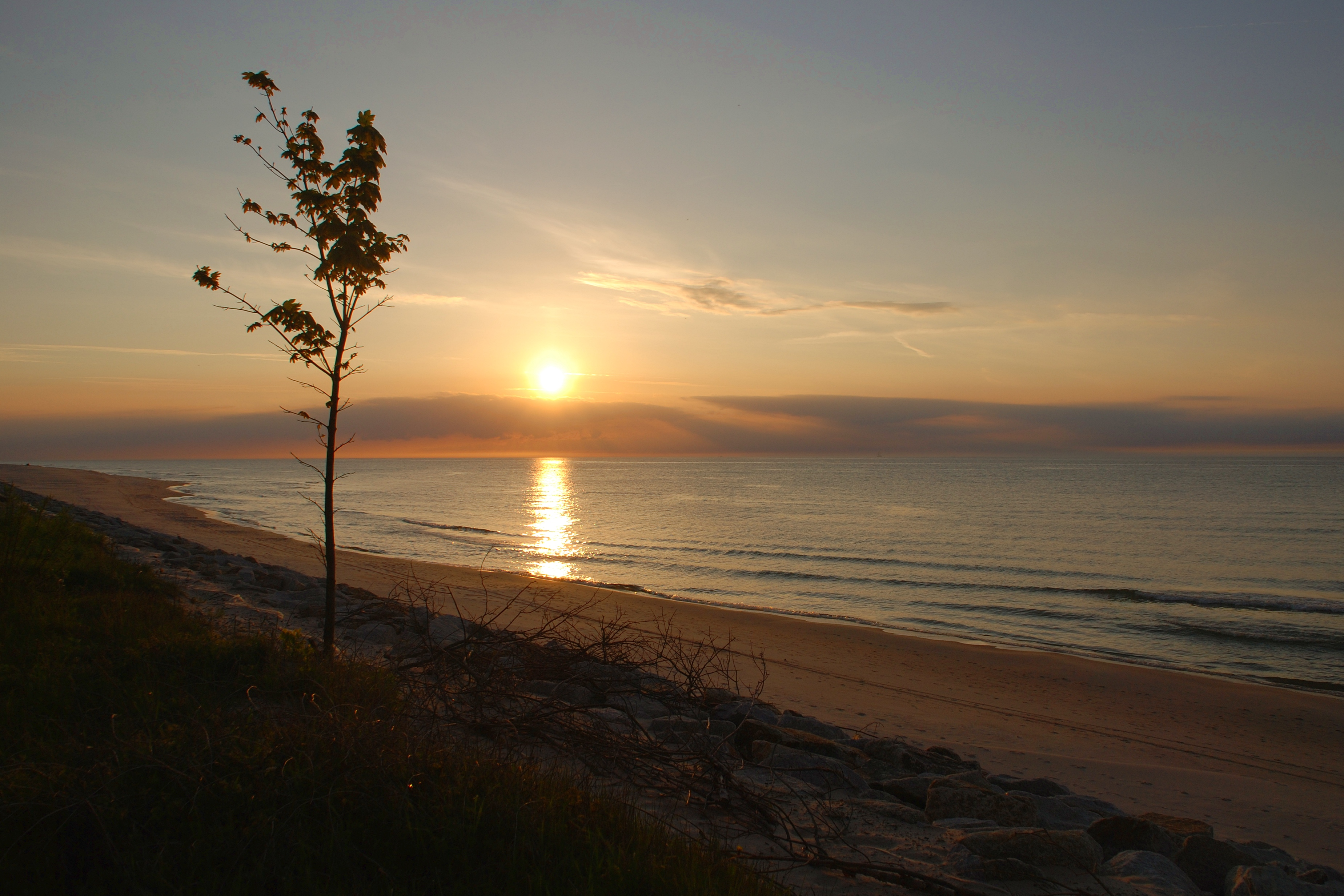
Bałtyk
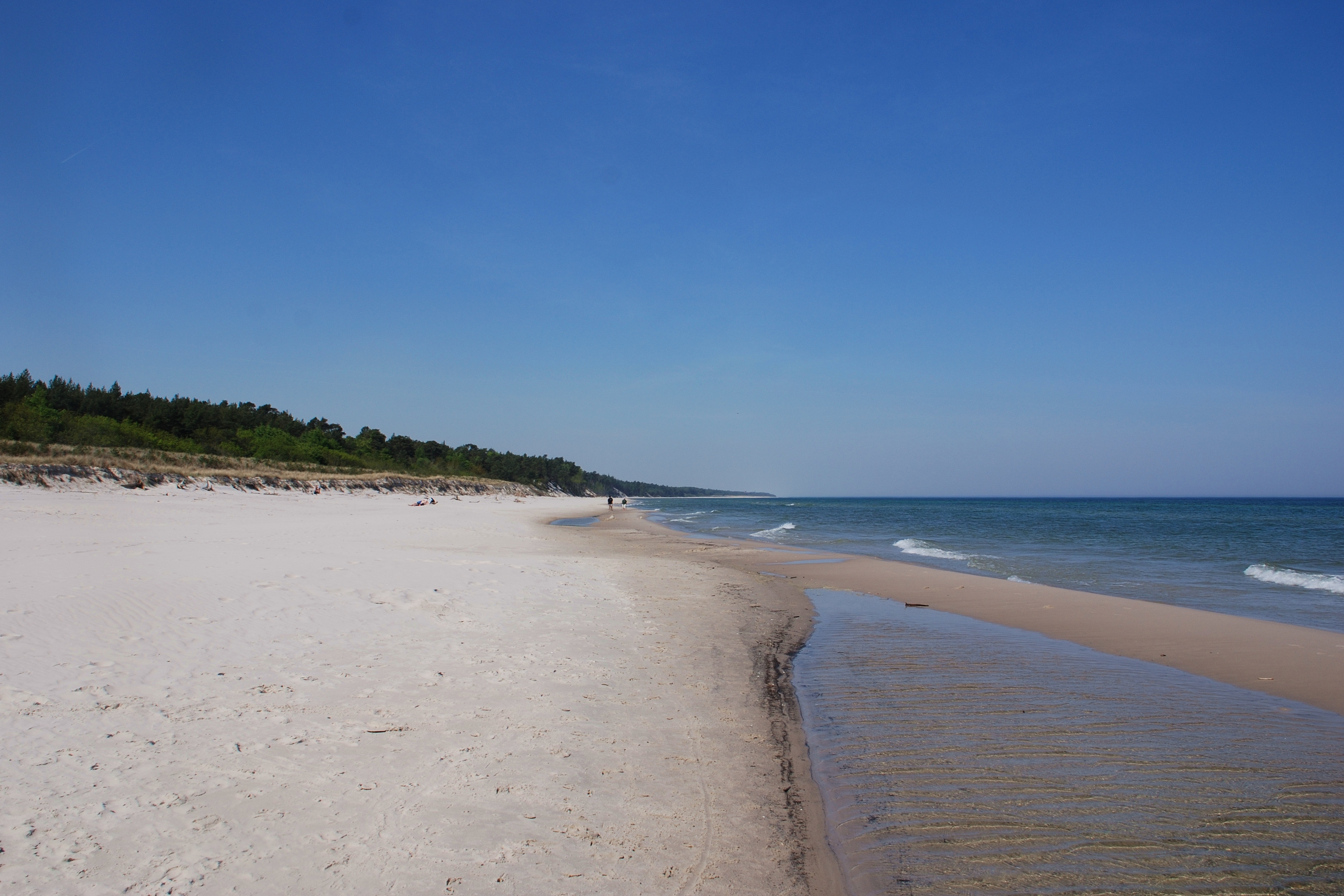
Plaża środkowa
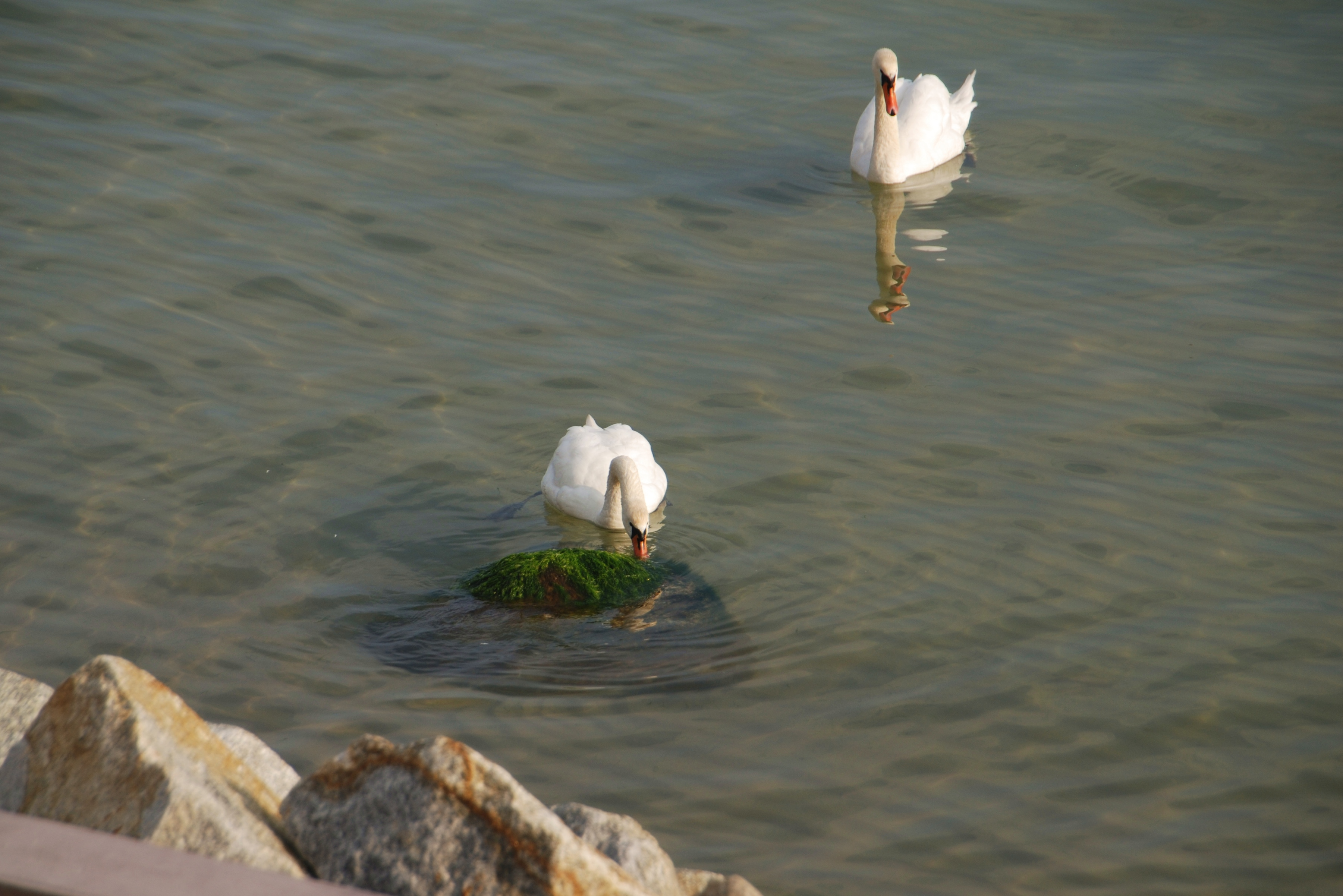
Przy wejściu nr 1 na plażę
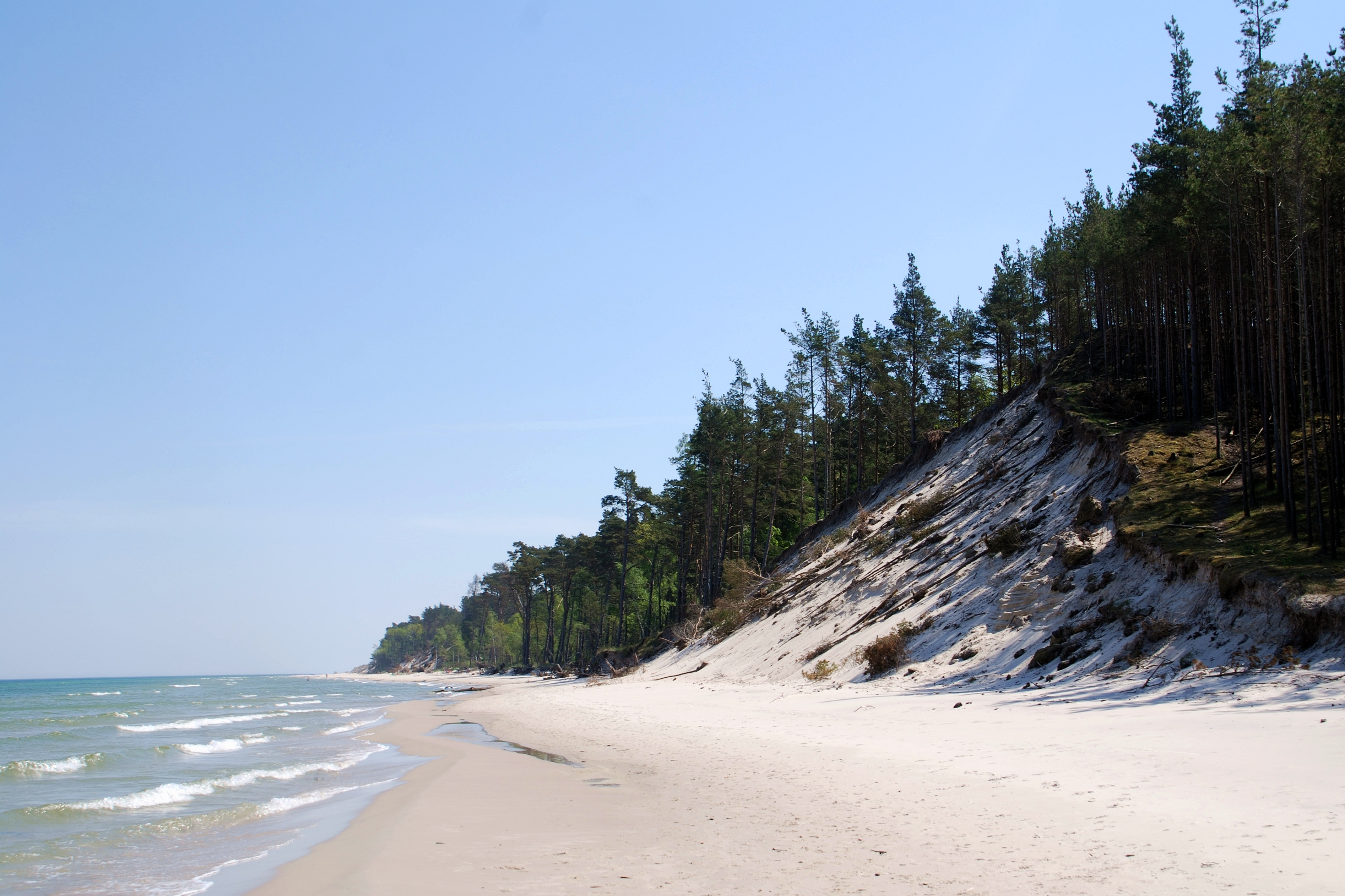
Plaża zachodnia
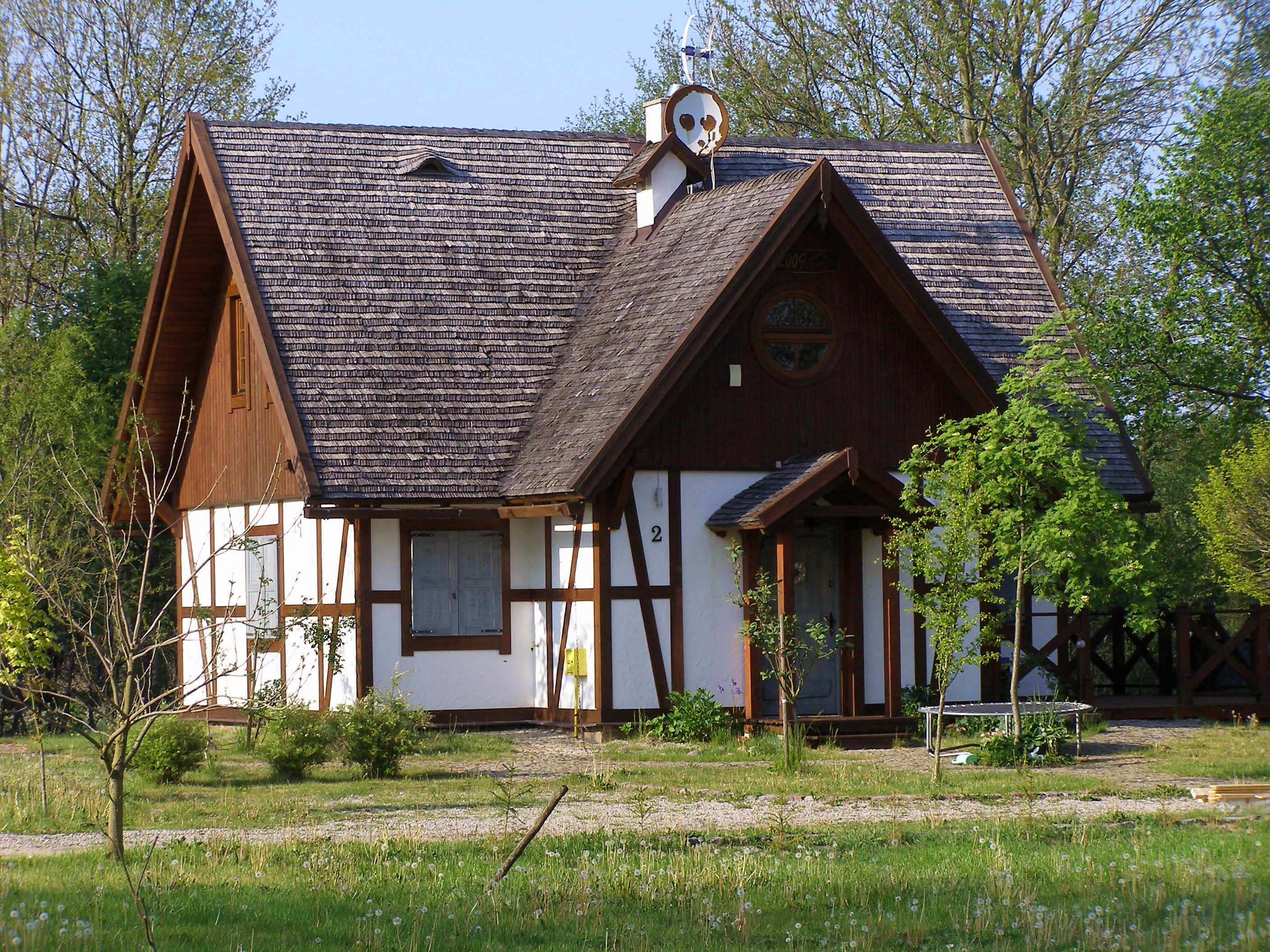
Zabudowa letniskowa
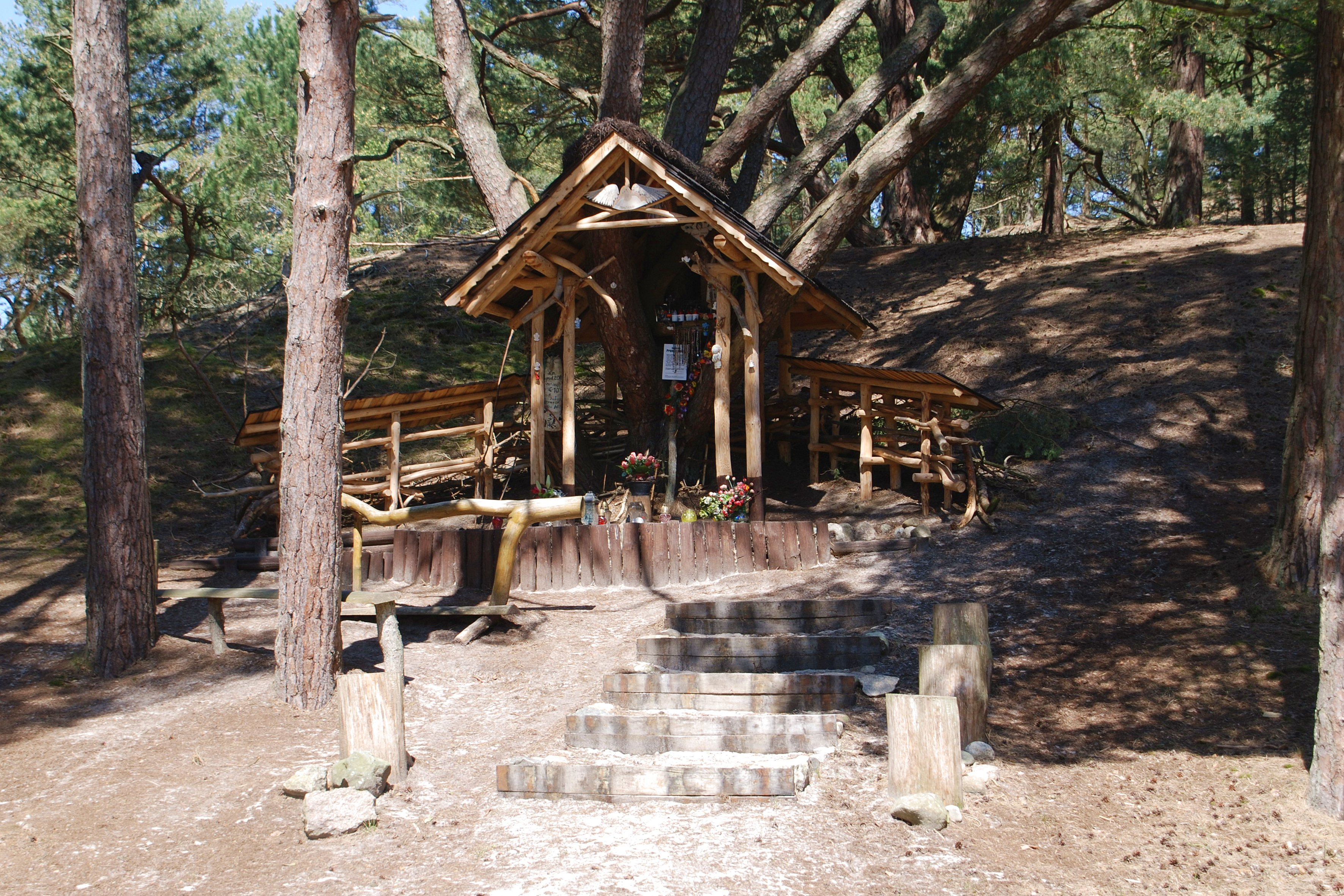
Kapliczka promyczkowa z 2007
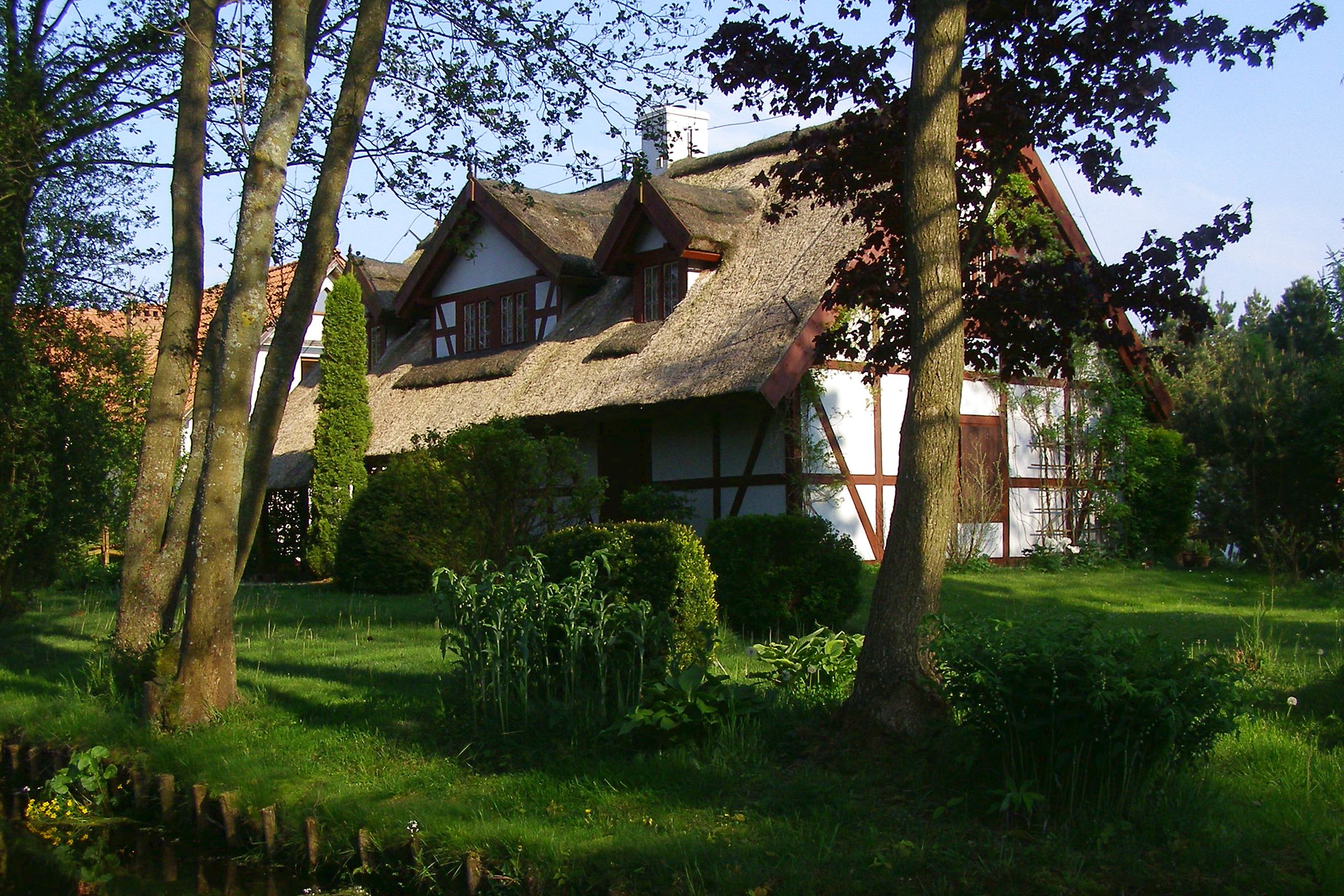
Zabudowa letniskowa

## Inne
Od 1986 na „Słonecznej Polanie” nieopodal zabudowy wsi funkcjonuje wakacyjny obóz harcerski ZHP. W 2013 zorganizowano letnie kąpielisko morskie przy wejściu nr 11, obejmujące 100 m linii brzegowej i określono sezon kąpielowy w okresie od 1 lipca do 31 sierpnia.